# آن وواترز
آن وواترز (انگلیسی: Ann Wauters؛ زادهٔ ۱۲ اکتبر ۱۹۸۰) بازیکن بسکتبال اهل بلژیک است که به عنوان سنتر در اتحادیه ملی بسکتبال زنان (WNBA) و لیگ‌های اروپایی بازی می‌کرد. او یکی از برترین بازیکنان تاریخ بسکتبال زنان بلژیک محسوب می‌شود و در دوران حرفه‌ای خود چندین قهرمانی در یورولیگ زنان به دست آورد. وواترز همچنین در تیم ملی بلژیک نقش کلیدی داشت و به تیم کمک کرد تا به موفقیت‌های بین‌المللی دست یابد. او به دلیل قدرت بدنی، مهارت در بازی پُست و تجربه بالا شناخته می‌شود و پس از بازنشستگی به مربیگری روی آورده است.
از باشگاه‌هایی که در آن بازی کرده است می‌توان به آتلانتا دریم اشاره کرد.
وی در مسابقات کشوری و بین‌المللی در مجموع برندهٔ ۱ مدال برنز شده است.